# Matthew Knigge
Matthew Lambert Knigge (ur. 2 czerwca 1996 w New Egypt) – amerykański siatkarz, reprezentant kraju, grający na pozycji środkowego.
Jego nazwisko jest pochodzenia niemieckiego. Wujek jego dziadka mieszkał w Uelzen, inni krewni mieszkali wówczas w okolicach Bremy. Siatkarz studiował międzynarodową ekonomię polityczną i język rosyjski.
W 2023 roku zadebiutował w reprezentacji Stanów Zjednoczonych w Pucharze Panamerykańskim.

## Sukcesy klubowe
Liga uniwersytecka NCAA:
- 2018

Puchar Króla Hiszpanii:
- 2021[13]

Mistrzostwo Hiszpanii:
- 2021[14], 2023[15]
- 2022

Superpuchar Hiszpanii:
- 2021[16]

Liga uniwersytecka NVA:
- 2022[17]
- 2023

Puchar CEV:
- 2024[18]

Superpuchar Niemiec:
- 2024[19]

Puchar Niemiec:
- 2025[20]

Mistrzostwo Niemiec:
- 2025[21]

## Sukcesy reprezentacyjne
Puchar Panamerykański:
- 5. miejsce 2023[22]